# Олександр Ришкан
Олександр Ришкан (5 серпня 1989, Молдавська Радянська Соціалістична Республіка) — молдовський боксер, призер чемпіонатів Європи серед аматорів.

## Аматорська кар'єра
На чемпіонаті Європи 2008 Олександр Ришкан переміг двох суперників, а у півфіналі програв Саломо Н'Туве (Швеція) і завоював бронзову медаль.
На чемпіонаті світу 2009 програв у першому бою Ямп'єру Ернандес (Куба).
На чемпіонаті Європи 2010 програв у першому бою Вінченцо Пікарді (Італія).
На чемпіонаті Європи 2011 завоював другу бронзову медаль. У чвертьфіналі він переміг Георгія Чигаєва (Україна), а у півфіналі програв Ендрю Селбі (Уельс).
На чемпіонаті світу 2011 програв у першому бою Майклу Конлену (Ірландія).
Олександр Ришкан не зумів кваліфікуватися на Олімпійські ігри 2012.
У сезоні 2012—2013 Олександр Ришкан входив до складу команди Українські отамани в боксерській лізі World Series Boxing (WSB).
На чемпіонаті Європи 2013 програв у першому бою Сергію Лобану (Білорусь).
На літній Універсіаді 2013 завоював бронзову медаль, програвши у півфіналі Міші Алояну (Росія).
На чемпіонаті світу 2013 програв у другому бою Азату Усеналієву (Киргизстан).
На Європейських іграх 2015 і на чемпіонаті Європи 2015 програв Мухаммаду Алі (Велика Британія).
Не зумів кваліфікуватися на Олімпійські ігри 2016.